# Assedio di Shigisan
L’assedio di Shigisan (信貴山の合戦 Shigisan no kassen) fu uno dei numerosi assedi di Oda Nobunaga durante la sua conquista della regione di Kansai. Il castello era governato da Matsunaga Hisahide e suo figlio Kojirō, ed entrambi commisero seppuku al termine dell'assedio.
Si racconta che dopo il seppuku del padre, Hisamichi si lanciò dalle mura del castello con la testa di Hisahide in mano e la sua spada nella sua stessa gola.
Un altro racconto narra che Hisahide, maestro della cerimonia del tè, distrusse la sua preferita chawan (茶碗, ciotola del tè) perché non cadesse nelle mani dei nemici.